# 資源基礎觀點
資源基礎觀點（Resource-based view，縮寫 RBV），是以企業「內部資源」為分析的核心，用來評估企業對IT的投資方向。

## 定義
企業之所以有長期的競爭優勢，最重要的是其本身內部所擁有具策略價值性、獨特性、稀有性、差異性、無法模仿的、不易移轉的資源。

## 論點
在此論點底下，企業想利用IT來提升策略價值，就必須有效整合IT的多種軟體、硬體、網路、系統、人力等資源，來開發出一個有策略價值、獨特、稀少、對手難以模仿、不易移轉的資訊系統。
1980年代MIS所強調的策略資訊系統（Strategic Information System，SIS）就是此觀點之產物。